# Salisbury (Oregon)
Salisbury (korábban Bennett) az Amerikai Egyesült Államok északnyugati részén, Oregon állam Baker megyéjében, az Oregon Route 7 és az Oregon Route 245 csomópontjában elhelyezkedő önkormányzat nélküli település.
Névadója Hiram H. Salisbury, a W. H. Eccles Lumber Company felügyelője. Egykor megálltak itt a Sumpter Valley Railway vonatai. A posta 1906 és 1907 között működött.
A település lakossága 1940-ben négy fő volt. 1980-ra „a kereskedelmi tevékenységnek kevés nyoma volt”.

## Fordítás
- Ez a szócikk részben vagy egészben  a   Salisbury, Oregon című angol Wikipédia-szócikk ezen változatának fordításán alapul.  Az eredeti cikk szerkesztőit annak laptörténete sorolja fel. Ez a jelzés csupán a megfogalmazás eredetét és a szerzői jogokat jelzi, nem szolgál a cikkben szereplő információk forrásmegjelöléseként.